# Malorský ovčák
Malorský ovčák byl vyšlechtěn na Baleárských ostrovech v 18. století postupným křížením různých pasteveckých psů se psy, kteří byli schopni pracovat v náročném podnebí. Jeho původní využití bylo hlídání domu a majetku, a k tomu se využívá i dnes.

## Stavba těla

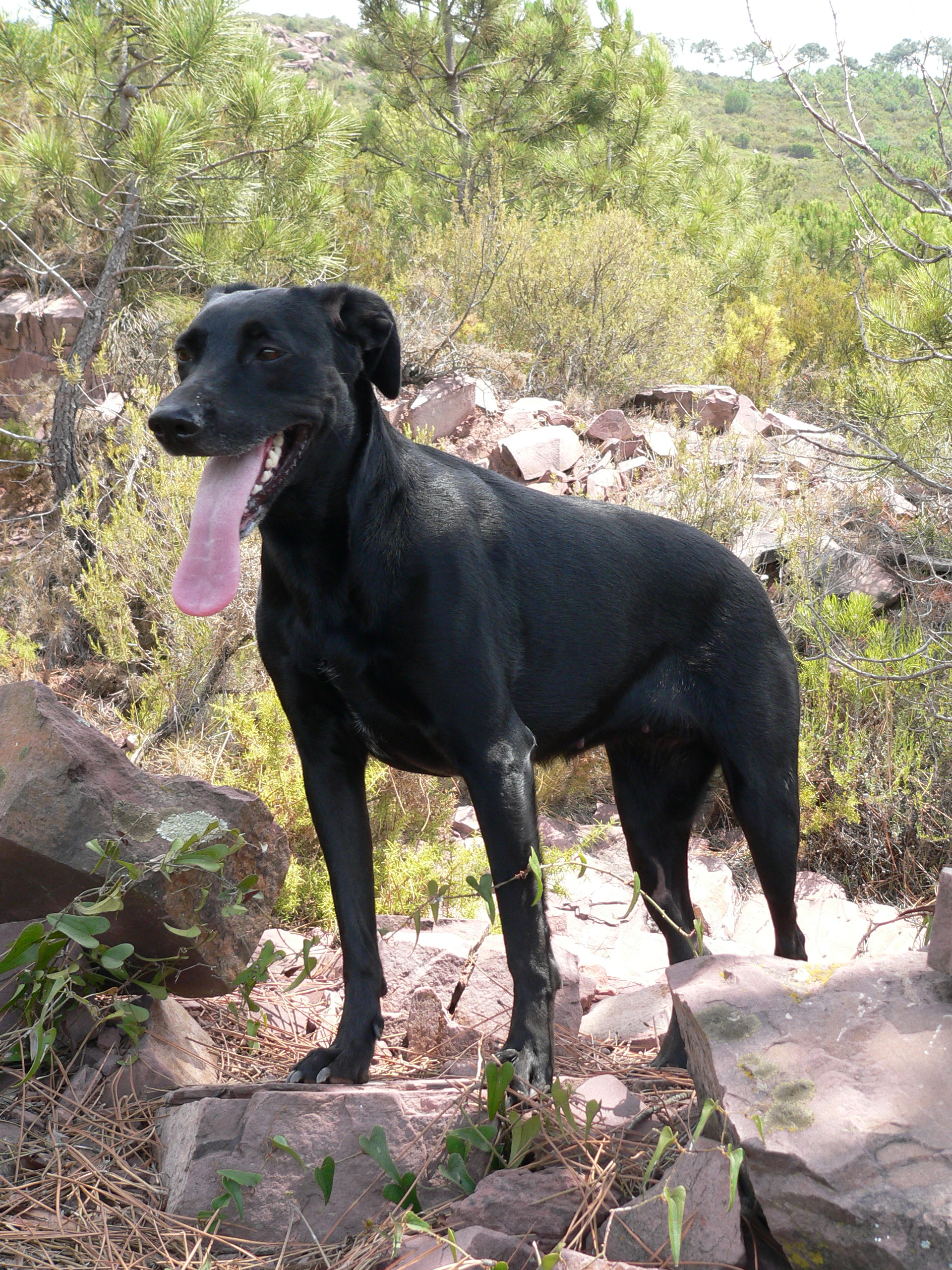
Ca de bestiar

Jde o středně velkého až středně velkého psa, robustní postavy. Vyskytuje se ve dvou variantách s krátkou nebo dlouhou srstí. Výška v kohoutku je u psů 66–73 cm a u fen 62–68 cm. Hmotnost se pohybuje kolem 40 kg.

## Výchova
Není to plemeno určeno pro začátečníky, majitel musí mít u psa autoritu a důslednost. Nepatří do rukou nezkušených chovatelů a lidí, kterým chybí schopnost pochopit jeho počínání. Včasná socializace je nezbytná. Je typickým psem jednoho pána, ale k ostatním členům rodiny se chová přátelsky. Pes se projevuje velmi teritoriálně a má silné ochranářské sklony, které vedou k tvrdé obraně majitele v případě ohrožení. Malorský ovčák vyžaduje dlouhé procházky, a jelikož je velmi aktivní a temperamentní, proto se hodí na různé psí sporty. K výcviku obrany se příliš nehodí, mohla by se u něho rozvíjet agresivita.

## FCI
Malorský ovčák patří do skupiny 1: Ovčáčtí a honáčtí psi, sekce 1: Ovčáčtí psi. Plemeno bylo uznáno 26. května 1982.